# Nagia vadoni
Nagia vadoni är en fjärilsart som beskrevs av Pierre E.L. Viette 1968. Nagia vadoni ingår i släktet Nagia och familjen nattflyn. Inga underarter finns listade i Catalogue of Life.